# Leo A
Leo A (również Leo III) – karłowata galaktyka nieregularna znajdująca się w konstelacji Lwa w odległości około 2,6 mln lat świetlnych od Ziemi. Leo A została odkryta w 1942 roku przez Fritza Zwicky’ego. Po raz pierwszy została skatalogowana w 1966 roku przez Sidneya van den Bergha w Katalogu galaktyk karłowatych. Leo A należy do Grupy Lokalnej.